# Kotzenhammer
Kotzenhammer (oberfränkisch: Korzahamma oder Körzahamma)  ist ein Gemeindeteil der Stadt Pegnitz im Landkreis Bayreuth (Oberfranken, Bayern). Kotzenhammer liegt in der Gemarkung Buchau.

## Lage
Die Einöde liegt in einer Rodungsinsel an der Fichtenohe. Ein Anliegerweg führt 200 Meter südwestlich zur Kreisstraße BT 23, die nordwestlich nach Leups bzw. südlich nach Buchau verläuft.

## Geschichte
Im Jahr 1442 wurde der Ort als „Hamer Unterleubz“ erstmals schriftlich erwähnt., 1675 wurde sie erstmals „Kotzenhammer“ genannt. Die ursprüngliche Benennung ist eine Lageangabe (der Ort Leups), die spätere Benennung leitet sich vom Familiennamen Kotz ab; seit 1515 saßen die Hammermeister Hans und Christoph Kotz auf der Mühle. In der Fraisch unterstand Kotzenhammer dem brandenburg-bayreuthischen Verwalteramt Lindenhardt, das Teil des Oberamtes Pegnitz war. Von 1791/92 bis 1810 waren das preußische Justiz- und Kammeramt Pegnitz die übergeordneten Institutionen. Danach kam die gesamte Region an das Königreich Bayern.
Mit dem Gemeindeedikt (frühes 19. Jahrhundert) wurde Kotzenhammer dem Steuerdistrikt Lindenhardt und der Ruralgemeinde Buchau zugewiesen. Im Rahmen der Gebietsreform in Bayern wurde Kotzenhammer am 1. Juli 1972 in die Stadt Pegnitz eingegliedert.